# Readministração
Readministração é uma forma de gerir as organizações, de um lado organizações eficiente , eficazes  e efetivas e, do outro lado, indivíduos satisfeitos, atualizados e recompensados com e pelo que fazem (Caravantes; Bjur, 1997).
A ideia de ReAdministração surgiu como contraponto da ideia de Reengenharia que é considerada revolucionaria, radical e drástica, que causava grande impacto nas pessoas e nas atividades, e sua visão era somente a curto prazo, sistêmica e técnica.  A ReAdministração visava a vantagem competitivas, a satisfação do cliente e dos membros das organização. Enfocava a responsabilidade social, ecológica e técnica. Compreendia a empresa com uma visão holística e abordagem evolucionaria e programada. 
Tem como proposta:
• Questionar a aplicabilidade da Reengenharia
• Propor uma reformulação mais abrangente e menos radical das orientações administrativas e gerencias, mais aplicável a longo prazo com uma teoria ou filosofia administrativa renovada.
"A ReAdministração entende que o homem moderno trabalhando despende parte significativa de sua vida dentro de organizações, assim, elas e as tarefas que ele executa são, respectivamente, o lugar e o foco apropriado onde buscar seu desenvolvimento.  Não queremos dizer que as organizações têm a obrigação de desenvolver seus recursos humanos, simplesmente porque entendemos que desenvolvimento, por definição, é sempre autodesenvolvimento. entretanto, as organizações podem criar - ou não - as condições para que os indivíduos desenvolvam seus talentos, cresçam profissionalmente, busquem sua auto-realização, preencham seu potencial, sejam tudo aquilo que eles têm condições de vir a ser." (CARAVANTES, G; BJUR, W.   ReAdministração em Ação.  A prática da mudança rumo ao sucesso.  São Paulo: Makron Books, 1996)